# Méduse (Léonard de Vinci)
Pour les articles homonymes, voir Méduse.
Méduse est une œuvre de jeunesse de Léonard de Vinci représentation de Méduse l'une des trois Gorgones, il en aurait existé deux versions, dont aucune ne nous est parvenue.

## Première version
Dans sa biographie contenue dans Les Vies des meilleurs peintres, sculpteurs et architectes, Giorgio Vasari décrit l'œuvre d'un très jeune Léonard représentant Méduse de face sur un bouclier en bois.
Bien que les historiens de l'art aient douté de la véracité de cette histoire, le bouclier de Léonard a inspiré de nombreux peintres du début du XVIIe siècle, comme on peut le voir dans la collection de Ferdinand Ier de Médicis. Rubens et le Caravage ont peint leurs propres versions du personnage, mais on ne sait pas s'ils ont réellement vu l'original, dont la perte est ancienne.

## Seconde version
En 1782, Luigi Lanzi, le biographe de Léonard, en effectuant une recherche de ses peintures dans la galerie des Offices, a découvert une image de la tête de Méduse qu'il a faussement attribuée à Léonard, sur la base de la description de Vasari.
En 1851, Gustave Planche a proclamé : « Ne pas hésiter à affirmer que la Méduse de la galerie des Offices est le germe de ce que nous admirons en Mona Lisa au Louvre ». Percy Bysshe Shelley a écrit un poème sur thème de Méduse de Léonard. Vers 1868, Walter Pater, à propos de la Renaissance, a parlé de la Méduse comme d'une des œuvres les plus marquantes de Léonard.